# Sceptre de Dagobert
Le Sceptre de Dagobert était l'un des plus anciens regalia du royaume de France sous l'Ancien Régime, conservé dans Le Trésor de la basilique de Saint-Denis jusqu'en 1795, à la Révolution, époque à laquelle il disparut, volé dans la basilique et jamais retrouvé.
Il doit son nom à Dagobert Ier (629-639), pour qui il aurait été créé par son orfèvre Éloi de Noyon.

## Description
En or émaillé et filigrané, le sceptre faisait 56 cm de long. Il était constitué de trois parties superposées, la hampe, la main qui tient le globe et la statuette sommitale, la plus ancienne partie du sceptre,.
- La hampe se subdivise elle-même en trois parties principales : des panneaux d'orfèvrerie cloisonnés à motifs de cœurs de turquoise, de grenats et de perles dans la partie inférieure ; des panneaux d'orfèvrerie cloisonnés à motifs de cœurs plus larges pour la partie principale centrale et des panneaux émaillés pour la partie supérieure.

- La main filigranée semble sortir d'une manche de dentelle en or. Ornée de perles, grains d'émail et de corail, elle tient un globe, une boule ajourée et filigranée sur lequel repose le socle de la statuette sommitale.

- La statuette sommitale, en or, représente un homme aux cheveux longs (symbole de noblesse) assis sur le dos d'un oiseau stylisé. Les ailes de l'oiseau étaient incrustées de joyaux, plus particulièrement de perles, grains d'émeraude et grenats, formant une rosace sur la partie principale de chaque aile.

Ce sceptre évoque dans son apparence générale les sceptres antiques surmontés d'oiseau, en particulier les sceptres consulaires romains, surmontés d'un aigle portant l'image impériale, comme ceux qui peuvent être vus sur certains diptyques d'ivoire à Constantinople au début du VIe siècle. Un autre aspect byzantin de ce sceptre est la main qui tient un globe, ici sorte de vase (dans le cas des sceptres de Constantinople surmontés d'une croix) du VIe, VIIe siècle. Ce sceptre (dit de Dagobert) pourrait donc être une création de l'époque mérovingienne imitant un sceptre du bas-empire.

## Histoire

### Origine
La date de création du sceptre est, encore aujourd'hui, incertaine. La tradition veut qu'il ait, à l'origine, été créé pour le roi Dagobert Ier par son orfèvre Éloi de Noyon (plus connu sous son titre de saint Éloi). Il pourrait (du moins pour sa partie supérieure) avoir été le plus ancien des regalia de la couronne française avant la révolution.

### Le sceptre à travers le temps

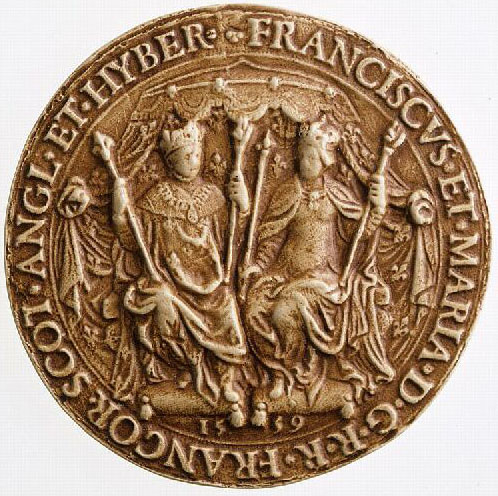
Moulage du sceau de François II et Marie Stuart, roi et reine de France - Marie tient le sceptre de Dagobert dans la main droite et le sceptre à la rose dans la main gauche - 1559 - Archives nationales.

Ce sceptre était utilisé dans la liturgie sandyonisienne (fêtes annuelles, sacre des reines).
En effet, jusque 1610, les reines de France étaient sacrées lors d'une cérémonie religieuse, à l'instar de leurs époux. Si le sacre du roi se faisait à Reims, celui des reines, quant à lui, s'effectuait le plus souvent à la basilique de Saint-Denis. Les reines disposaient aussi de leurs propres instruments de sacre parmi lesquels figuraient deux sceptres : le sceptre à la rose (disparu lors des guerres de religion) que les reines tenaient dans la main gauche, et le sceptre de Dagobert, tenu dans la main droite. La dernière reine ainsi sacrée fut la reine Marie de Médicis en 1610 qui, pour cette occasion, tenait dans une main le sceptre de Dagobert et dans l'autre, la main de justice de saint Louis.
Le trésor de l'abbaye royale de Saint-Denis en France  (imprimerie J.Chardon) nous indique, dans l'inventaire qu'il dresse du trésor, que le sceptre était rangé dans la deuxième des sept armoires du trésor.
Le sceptre est l'objet central d'une enquête policière dans la nouvelle éponyme d'Arnaud Fontaine.

### Disparition
Le sceptre disparut au cours de l'année 1795, à la suite de la Révolution française, dans des circonstances assez troubles.

## Galerie

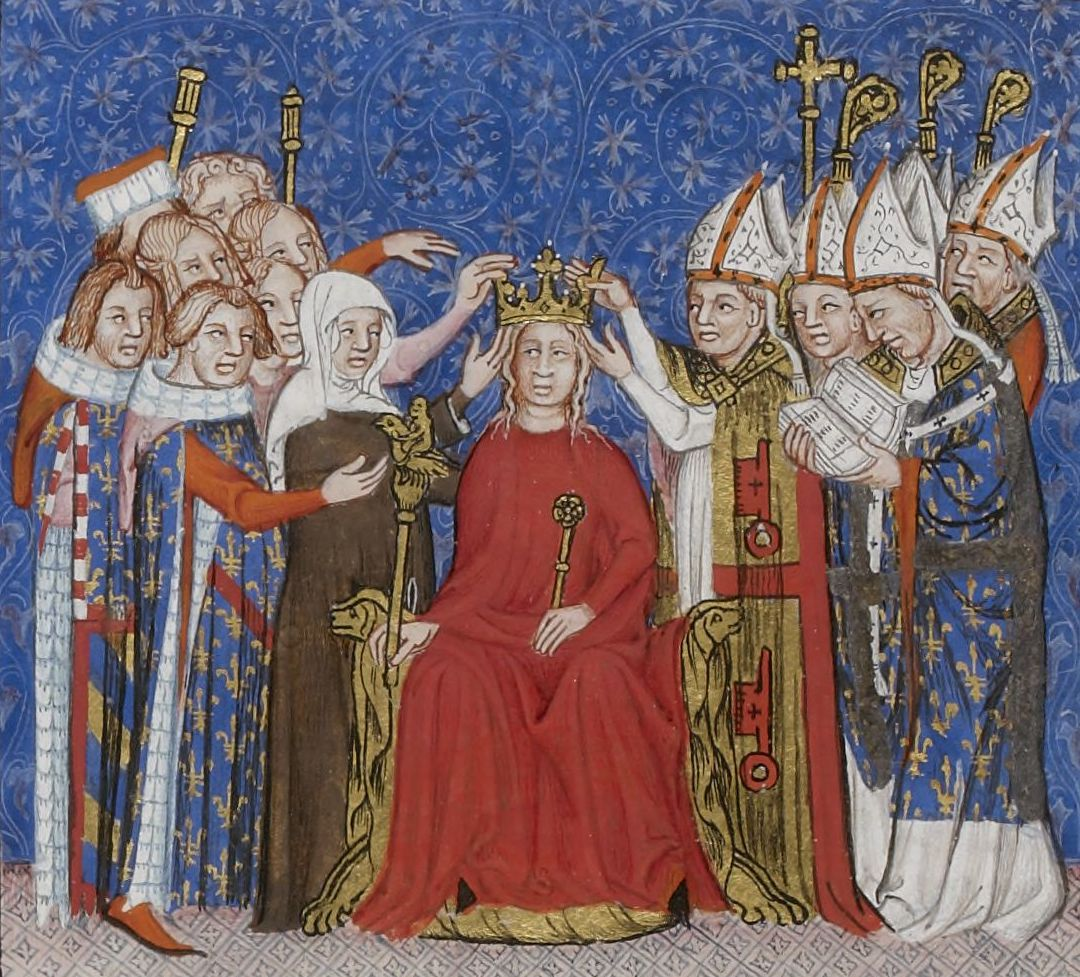
Jeanne de Bourbon  lors de son couronnement, tenant dans la main droite le sceptre de Dagobert et dans la gauche le sceptre à la Rose (enluminure - 1364).
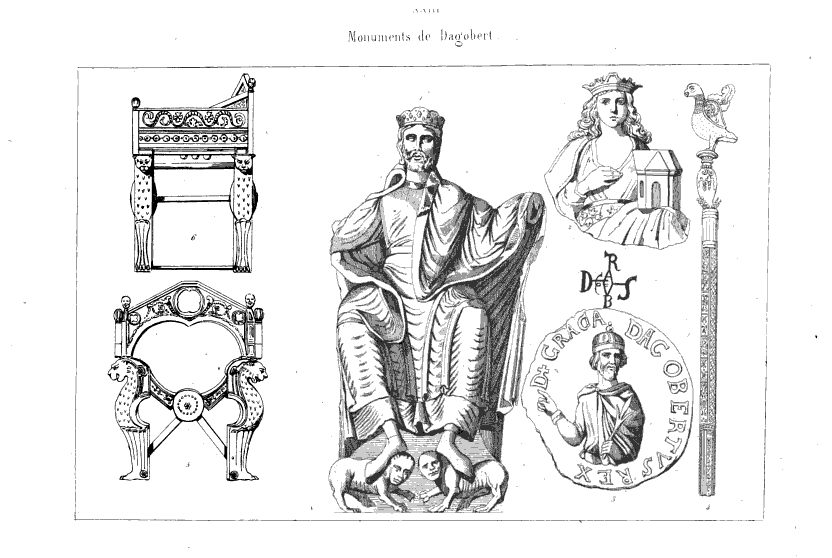
Planche XXIII (Monuments de Dagobert) de l'ouvrage France historique et monumentale d'Abel Hugo (1837).